# Bagócs János
Bagócs János (Szigetszentmiklós, 1945. február 2. –) világ- és Európa-bajnok magyar súlyemelő, edző.

## Pályafutása
1962 és 1974 között válogatott kerettag volt. A világbajnokságokon  két-két arany, ezüst és bronzérmet szerzett. Az Európa-bajnokságokon négy arany-, két ezüst- és öt bronzérmet nyert. Részt vett az 1968-as mexikóvárosi olimpián.

## Díjai, elismerései
- Magyar Edzők Társasága életműdíj (2021)[2]